# Edward Dawson
Edward John Dawson (ur. 10 października 1907 w Alford, zm. 24 października 1968 w Windsor) – kanadyjski koszykarz, srebrny medalista letnich igrzysk olimpijskich w Berlinie. Zagrał w trzech spotkaniach.